# 덴노지야 고헤
텐노지야 고헤에(일본어: 天王寺屋 五兵衛 てんのうじや ごへえ[*], 겐나 9년 7월 12일 (1623년 8월 8일) - 겐로쿠 7년 12월 1일 (1695년 1월 15일))는 에도 시대의 상인이다. 본명은 오오마유 미츠시게(大眉 光重)이다.

## 개요
간에이 5년 (1628년)에 환전상을 개업했다. 간분 10년 (1670년)에는, 오사카마치부교에 의해 환전상을 총괄하는 10인 환전 동료(十人両替仲間)의 필두로 임명되었다. 신용거래에 사용되는 어음제도를 창설해, 신용거래의 시작을 확립했다. 여러 다이묘의 오사카 쿠라야시키의 쿠라모토(蔵元)나  카케야(掛屋)를 맡아, 다이묘에게 돈을 빌려주는 것에도 응하여, 막부 어용금 징모도 대행했다.
이후의 오오마유가는 텐노지야 고헤에를 대대로 습명하여, 오사카의 대상인으로서 막부 말기까지 무게를 가졌다. 그러나, 메이지 유신 이후에는 시세 변동에 대응하지 못하고 몰락해 파산, 이름을 남기지 못하게 되었다.

## 텐노지야
오오마유 미츠시게의 아버지 오오마유 키치에몬 히데츠나가 겐나 원년 (1615년)에 오사카의 이마바시로 이주해, 가게 이름을 <텐노지야(天王寺屋)>로 칭한 것이 시작이었다고 여겨진다.
에도 시대의 이마바시는 큰 가게의 환전상이 즐비해, 현재의 이마바시 1초메에는 텐노지야 고헤에와 히라노야 고헤에의 2채가 길을 사이에 두고 가게를 하고 있었다고 해서, "텐고에 헤이고 쥬베에 요코마치(天五（てんご）に平五（へいご）十兵衛横町)"라고 불리며, 카이헤이 초등학교 옆에 그 기념비가 세워져 있다.
텐노지야의 저택은 저당물로서 매물로 나와, 메이지-다이쇼기의 변호사이자 사업가이자 다인인 타카야 소한(高谷宗範)이 사들여, 교토부 우지시의 쇼덴 산장으로 이축되었다. 대현관과 다실에 옛 영화를 볼 수 있다.

## 같이 보기
- 후루카와 치에코 『小説 土佐堀川 ～ 女性実業家・広岡浅子の生涯』 (1988년, 우시오출판사) - NHK연속TV소설 『아침이 온다』의 원작
- NHK연속TV소설 『아침이 온다』 (2015년) - 환전상 <텐노지야>가 작중에 등장하는 <산노지야>의 모델[3]